# James Stanhope
James Stanhope, I Conde Stanhope (París, 1673 - Londres, 5 de febrero de 1721), fue un militar y político británico.
Era el hijo mayor de Alexander Stanhope (fallecido en 1707), quien a su vez era hijo de Philip Stanhope, primer conde de Chesterfield.
Alumno del colegio de Eton y del Trinity College de Oxford, acompaña a su padre, que por entonces era embajador británico en Madrid, durante su estancia en España en 1690, con lo que adquiere ciertos conocimientos sobre el país que posteriormente le serán de utilidad. Poco después, sin embargo, se dirige a Italia donde, como posteriormente en Flandes, sirve como voluntario en la lucha contra Francia y, en 1695, obtiene una comisión en el ejército británico.
En 1701, Stanhope entra como diputado en la Cámara de los Comunes, pero sigue su carrera militar y se dirige a España y a Portugal durante la primera fase de la guerra de sucesión española. En 1705, sirve en España a las órdenes de Charles Mordaunt, conde de Peterborough, y en 1706 es nombrado embajador británico en España, aunque sus funciones son tanto militares como diplomáticas, con lo que en 1708, tras varias diferencias con Peterborough, que únicamente da preferencia a medidas defensivas, se convierte en comandante en jefe de las tropas británicas en la península en su lucha contra Felipe V.
Tomando la ofensiva, se apodera del puerto de Mahón, en Menorca, y, tras un viaje a Inglaterra, en el que participa en la destitución de Henry Sacheverell, regresa a España para tomar parte, en 1710, en las batallas de Almenar y de Zaragoza, con lo que su perseverancia permite al archiduque Carlos de Austria la entrada en Madrid el 21 de septiembre de aquel año. Sin embargo, la presión de las tropas borbónicas obliga a Stanhope y al mariscal austriaco Guido von Starhemberg a retirarse camino de Aragón. Abandonó Madrid y merodeó por Alcalá de Henares y La Alcarria, intentando proteger infructuosamente la carretera de Aragón. El 6 de diciembre sus tropas saquearon la villa de Horche y dos días después quedó cercado dentro de los muros de Brihuega, también en La Alcarria, donde tras el asalto subsiguiente sería derrotado por las tropas hispano-francesas de Luis José de Vendôme y se vería obligado a capitular el 9 de diciembre de 1710. Quedó como prisionero en España durante más de un año, y no regresaría a Inglaterra hasta agosto de 1712.
El 24 de febrero de 1713, Stanhope contrae matrimonio con Lucy Pitt, hija de Thomas Pitt, gobernador de Madrás. Abandona así definitivamente el Ejército para dedicarse a la vida política, convirtiéndose en uno de los jefes de la oposición Whig en la Cámara de los Comunes. Tiene un papel en el establecimiento en el trono de la Corona británica de la casa de Hannover, y en septiembre de 1714, es nombrado secretario de Estado para el sur (Secretary of State for the Southern Department, similar a ministro del Interior), compartiendo con Walpole el liderazgo en la Cámara de los Comunes.
Es el principal responsable de las medidas tendentes a asegurar el aplastamiento de la revuelta jacobita de 1715, haciendo pasar por trámite de urgencia la Septennial Act 1715, que aumentaba la duración del mandato de los parlamentarios de los tres hasta los siete años.
Es ministro de Asuntos Exteriores de Jorge I, y casi consigue concluir un tratado de alianza con Francia en 1716. En 1717 es nombrado ministro de Finanzas (First Lord of the Treasury), debido a cambios en el Gabinete, pero al año siguiente regresa a su cargo de secretario de Estado del Sur.
En 1717, es ennoblecido como vizconde de Stanhope de Mahón y, en 1718, conde de Stanhope.
En 1718 logra la conclusión de la Cuádruple Alianza entre Inglaterra, Francia, Austria y las Provincias Unidas.
Un aspecto de su política es la tendencia a reducir los poderes de la cámara no electiva, la Cámara de los Lores, respecto de la cámara electiva, la Cámara de los Comunes.
Justo inmediatamente después del estallido de la burbuja especulativa de la Compañía del Mar del Sur (Burbuja de los mares del Sur), de la que es parcialmente responsable, pero de la que no se ha beneficiado, fallece en Londres el 5 de febrero de 1721.
- Datos: Q332603
- Multimedia: James Stanhope, 1st Earl Stanhope / Q332603